# Enzyklopädie für Bergbau

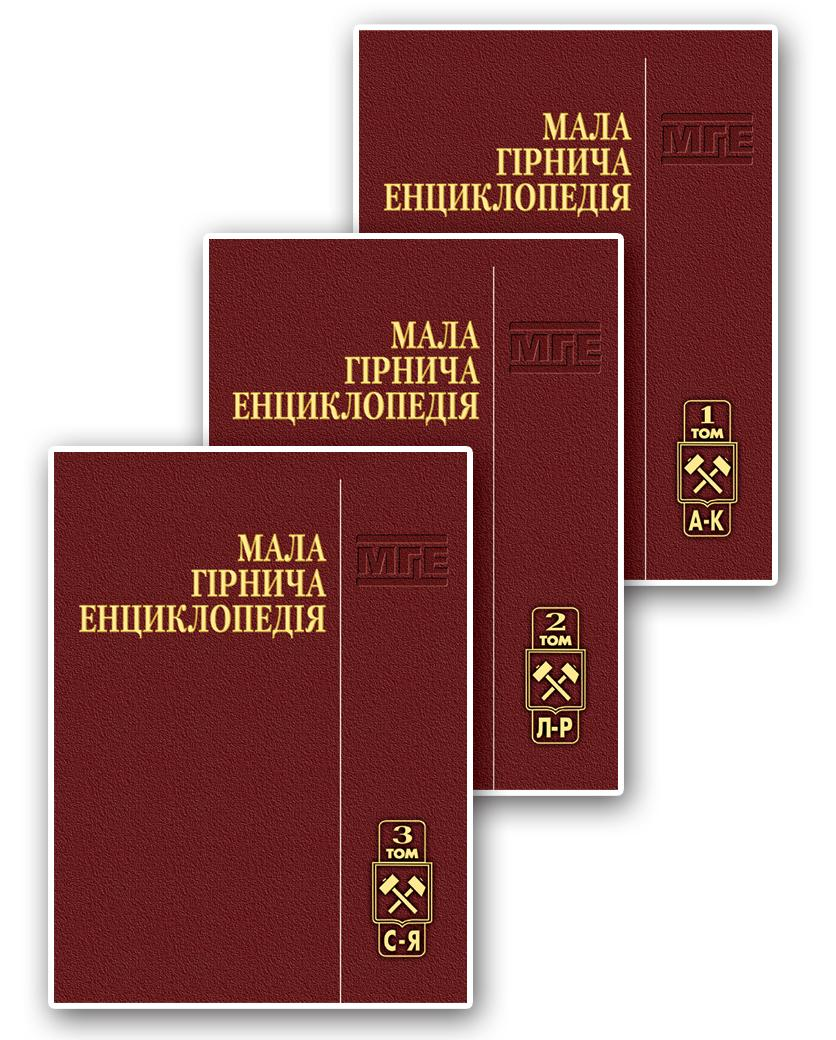
„Enzyklopädie für Bergbau“

Kleine Enzyklopädie für Bergbau (ukrainisch Мала гірнича енциклопедія Mala hirnytscha enzyklopedija) ist eine dreibändige ukrainische Enzyklopädie auf dem Gebiet des Bergbaus. Sie beschreibt etwa 18.000 Fachwörter im Bereich der Exploration, Extraktion und primärer Verarbeitung von Mineralien. Das Buch richtet sich an Bergbaufachleute.
Autor und Herausgeber der ersten Ukrainischen nationalen Enzyklopädie für Bergbau war der ukrainische Bergbau-Wissenschaftler Wolodymyr Bilezkyj (ukrainisch: Білецький Володимир Стефанович).